# تكميم متجه
هي تقنية تكميم كلاسيكية لمعالجة الإشارة تتيح نمذجة اقترانات كثافة الاحتمال من خلال توزيع متجهات النموذج الأول. استخدمت هذه التقنية في الأصل في عملية ضغط البيانات. وتعمل بتقسيم مجموعة كبيرة من النقاط (متجهات إحداثية) إلى مجموعات لها نفس العدد من النقاط تقريباً. تُمثّل كل مجموعة بنقطتها المركزية كما في الخوارزميات التصنيفية وبعض خوارزميات التقييم العنقودي الأخرى.

## التطبيقات
تستخدم تقنية تكميم المتجهات لضغط البيانات، وتصحيح البيانات، والتعرف على الأنماط، وتقدير الكثافة والتكتّل.
تستخدم عملية تصحيح البيانات المفقودة، أو التنبؤ، لاستعادة البيانات المفقودة من بعض النطاقات. ويتم ذلك عن طريق العثور على أقرب مجموعة تتضمن نطاقات بيانات متوفرة، ومن ثم التنبؤ بالنتيجة بناءً على قيم النطاقات المفقودة، بافتراض أنه سيكون لها نفس قيمة النقطة الوسطى للمجموعة.
بالنسبة لتقدير الكثافة، فإن الحجم أو المساحة التي تكون أقرب إلى نقطة مركزية محددة من نقطة أخرى تتناسب عكسياً من الكثافة (وفقاً لخاصية مطابقة كثافة الخوارزمية).